# Willard Metcalf
Pour les articles homonymes, voir Metcalf.
Willard Leroy Metcalf né le 1er juillet 1858 à Lowell (Massachusetts) mort le 9 mars 1925 est un peintre impressionniste américain. Il était membre des Ten American Painters. Il est connu pour ses tableaux représentant la Nouvelle-Angleterre et son engagement avec le groupement d'artistes fixé à Old Lyme dans le Connecticut.

## Biographie

### Jeunesse
Il passa les premières années de sa vie dans une ferme du Maine. Il commence sa formation artistique chez un sculpteur sur bois à Boston. Le peintre paysagiste George Loring Brown devint ensuite son maître. Avec Brown, il passe les mois d'été dans les montagnes Blanches où il fait ses premières études de paysages. Il est ensuite l'un des premiers boursiers de l'école du musée des beaux-arts de Boston.
Grâce à son intérêt pour l'ornithologie et son talent, il participe en 1881 à une expédition dans le sud-ouest des États-Unis. Au Nouveau-Mexique et en Arizona il fait de nombreuses illustrations pour les revues Harpers et Century qui remportent un large succès.

### La France
Grâce à ce succès, il est en mesure, en 1883 de partir étudier à l'Académie Julian de Paris où ses maîtres seront Gustave Boulanger et Jules Joseph Lefebvre. Metcalf étudia toutes les tendances de la peinture française du XIXe siècle. Outre la peinture académique de l'école de Barbizon, il étudie aussi l'impressionnisme et visite Grez-sur-Loing, Pont-Aven et Giverny où, avec Theodore Robinson, Théodore Wendel, John Leslie Breck  et Louis Ritter, il fonde en 1887, la première colonie d'artistes américains à proximité directe de Claude Monet. 
Lors d'un voyage d'étude en Tunisie et au Maroc, Metcalf peint en 1887 des scènes de rue typiques. L'année suivante, au Salon de Paris, sa peinture du marché arabe sera particulièrement appréciée.

### Retour aux États-Unis
En 1888, Metcalf retourne à Boston, où ses œuvres exposées au St. Botolph Club trouvent grâce aux yeux des critiques. En 1891, il s'établit à New York. À cette époque, Metcalf gagne sa vie grâce à des illustrations, en enseignant et par la vente de quelques portraits. En 1893, il devient membre de la American watercolor society. Le succès tant attendu de ses peintures de paysages n'arrive qu'en 1896. Avec sa peinture du Port de Gloucester, lors de l'exposition annuelle de la Society of American Artists, il remporte le prestigieux Webb's Prize.
Royal Cortissoz (1869–1948) qui était critique d'art au New York Daily Tribune fut un fervent admirateur de Metcalf. À plusieurs reprises il publia des monographies du peintre. Dès 1906, Metcalf remporte également un vif succès auprès du public grâce à ses paysages. Ses sujets préférés sont les paysages du Berkshire, Cornish, Springfield, Casco Bay et la péninsule de Damariscotta dans le Maine.
Il meurt le 9 mars 1925 à New York.

## Quelques œuvres
- Les Danseuses de Ballet, 1885, huile sur toile, 61 × 51 cm, Collection privée, Vente 2002[3]
- L'Etang aux nénuphards, 1887, huile sur toile, 31 × 38 cm, Terra Foundation, Chicago[4]
- Au café, 1888, huile sur panneau, 35 × 15 cm, Terra Foundation, Chicago[5]
- Nuit de mai, 1906, huile sur toile, 99 × 92 cm, National Gallery of Art, Washington
Nuit de Mai, National Gallery
- Eté indien dans le Vermont, 1922, huile sur toile, 128 × 153 cm, Musée d'Art de Dallas[6]

Dates non documentées
- Automne en gloire, huile sur toile, 66 × 73 cm, Collection privée, Vente 2017[7]

Œuvres de Metcalf
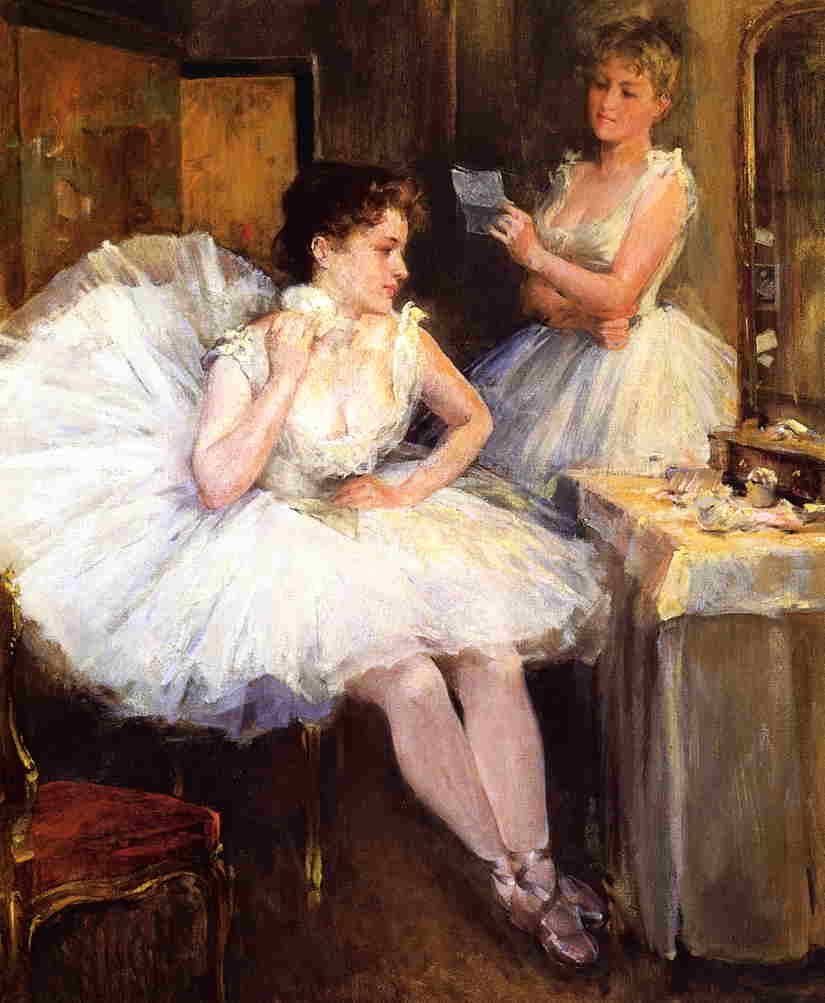
Les Danseuses de Ballet, 1885 Collection privée, Vente 2002
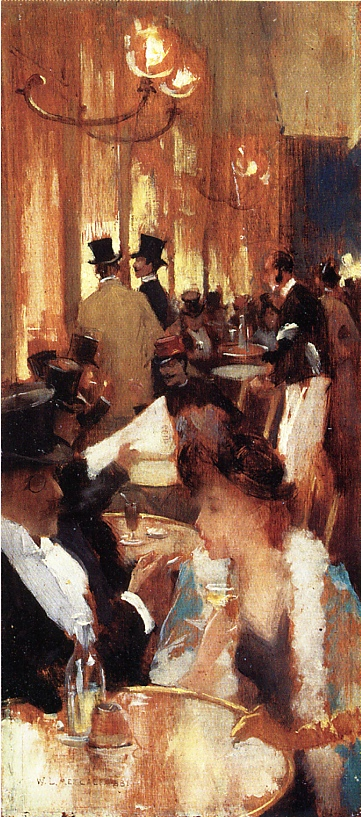
Au café, 1888 Terra Foundation, Chicago
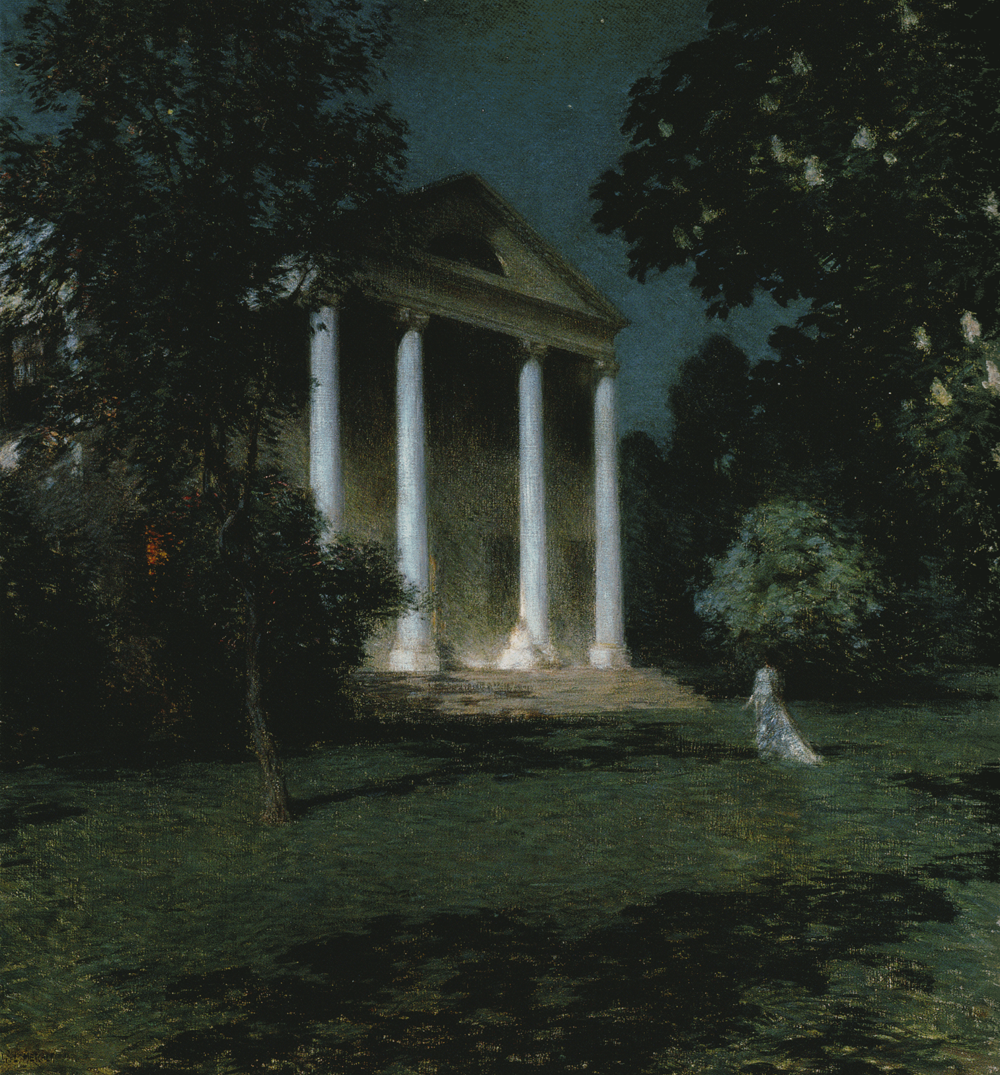
Nuit de mai, 1906 National Gallery of Art, Washington
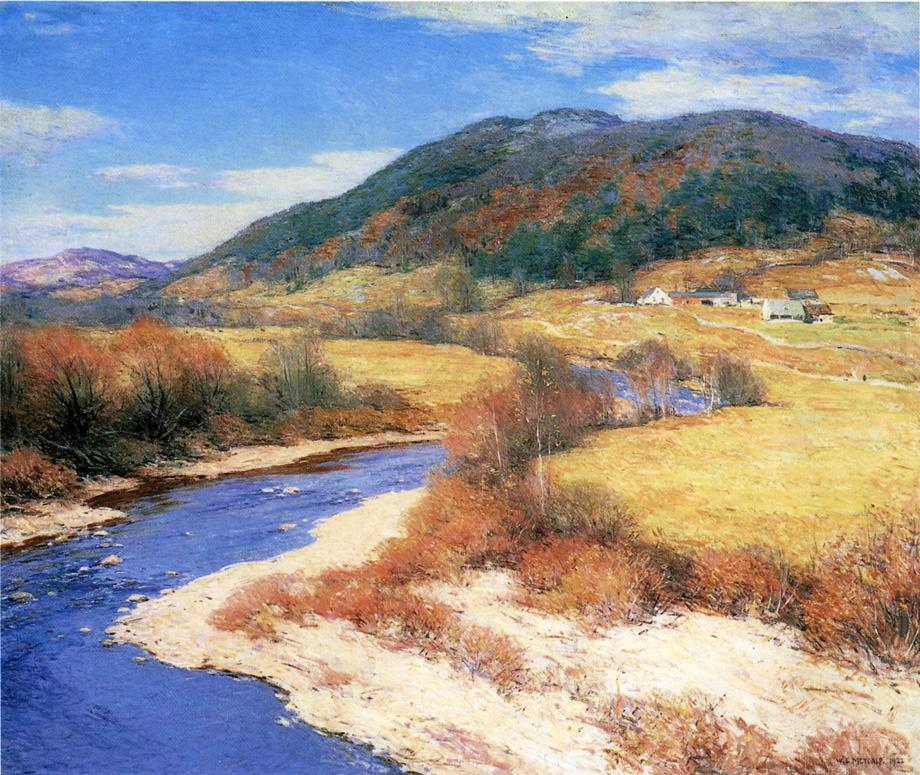
Eté indien dans le Vermont, 1922 Musée d'Art de Dallas
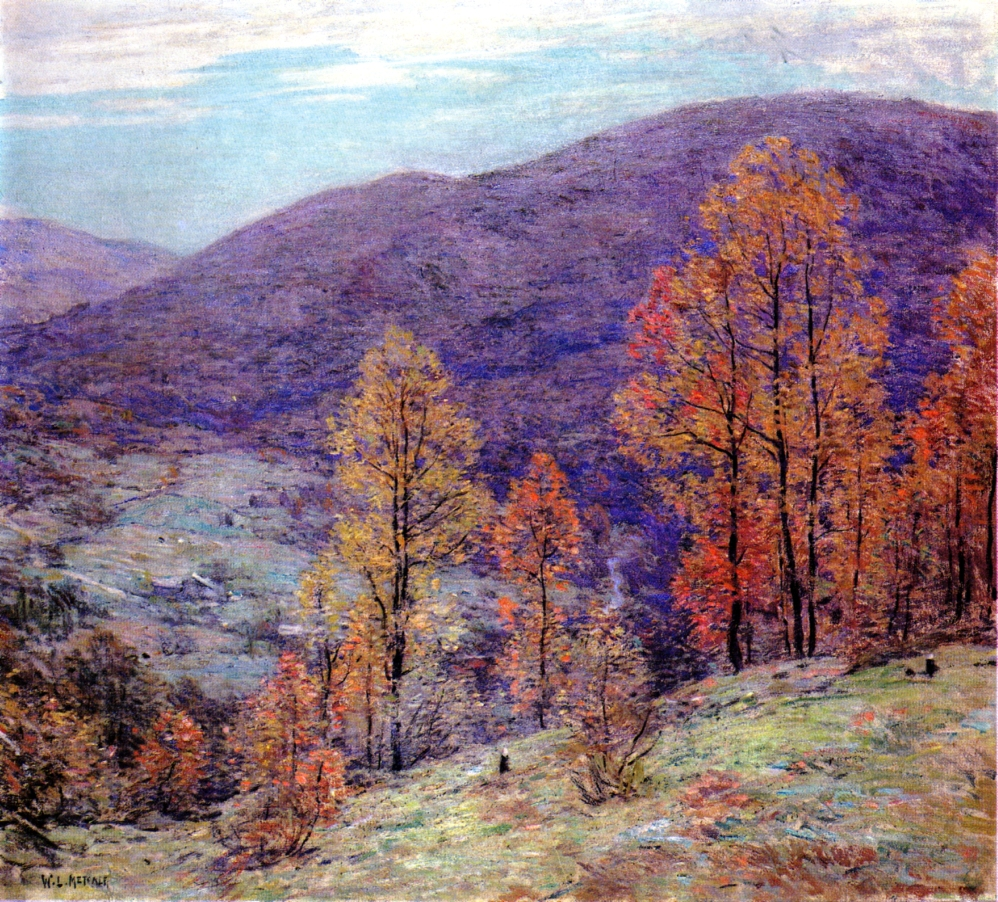
Automne en gloire Collection privée, Vente 2017

- [réf. souhaitée]

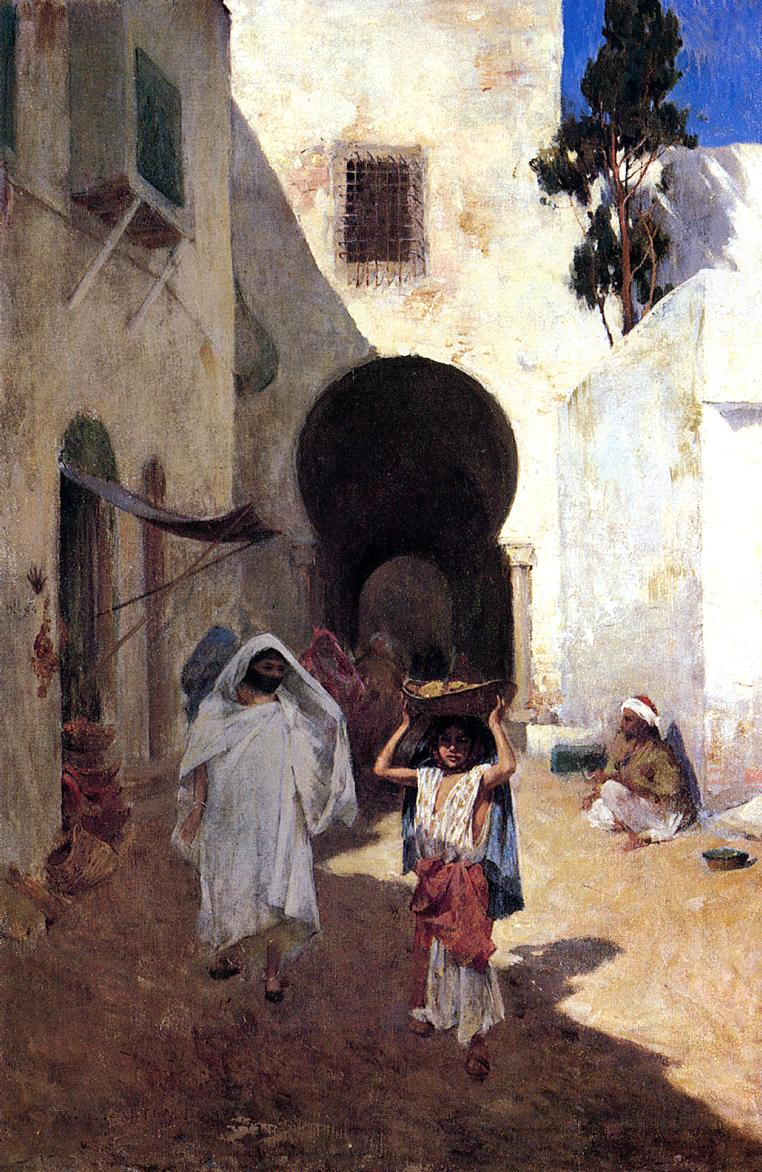
Scène de rue à Tanger
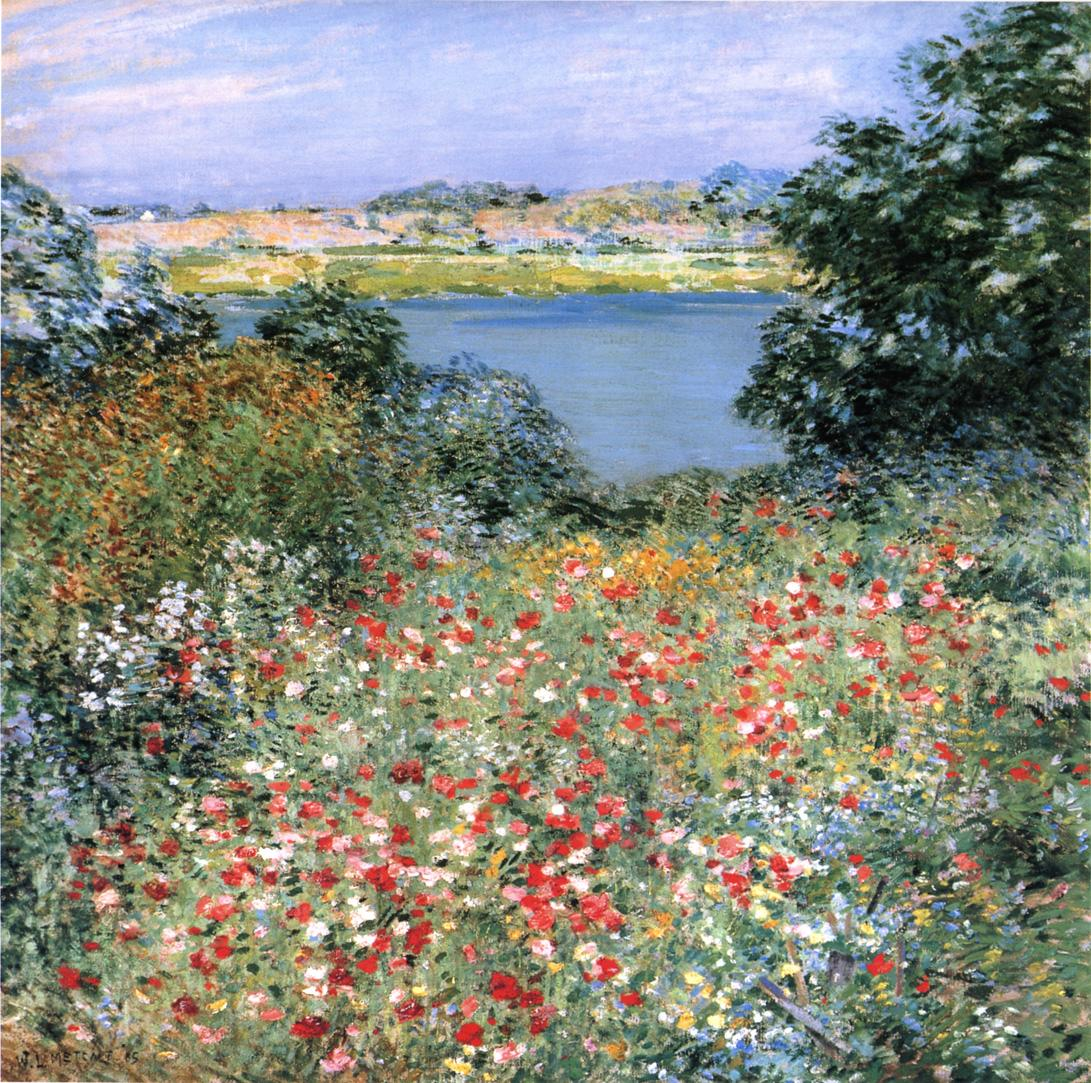
Le Jardin aux fleurs de pavots
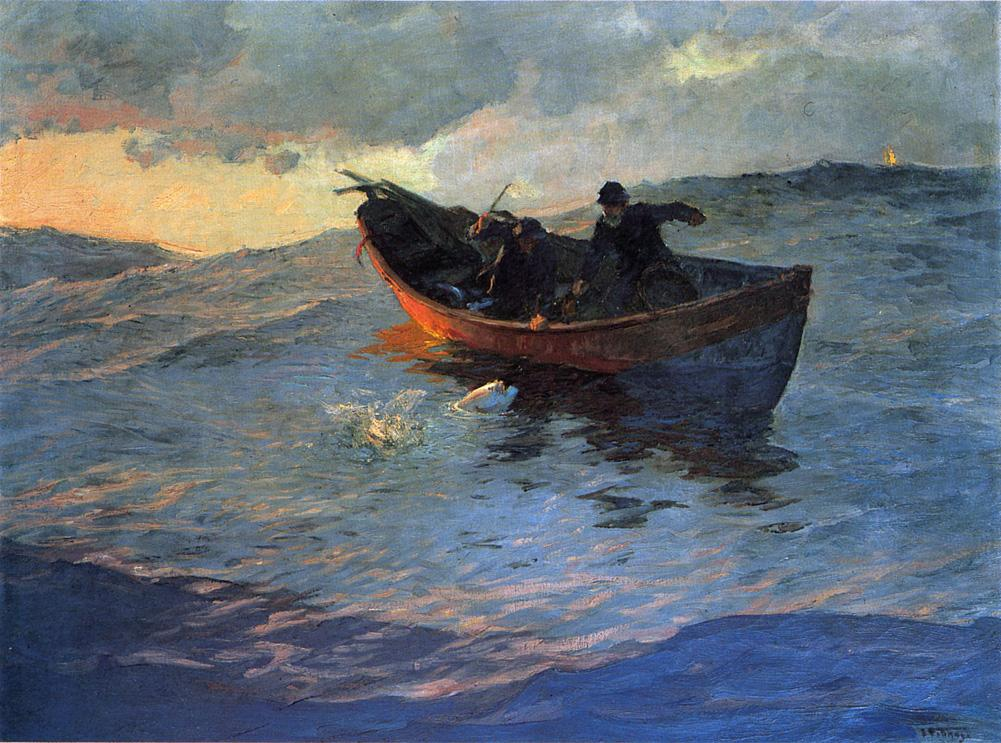
Sur les côtes du Suffolk
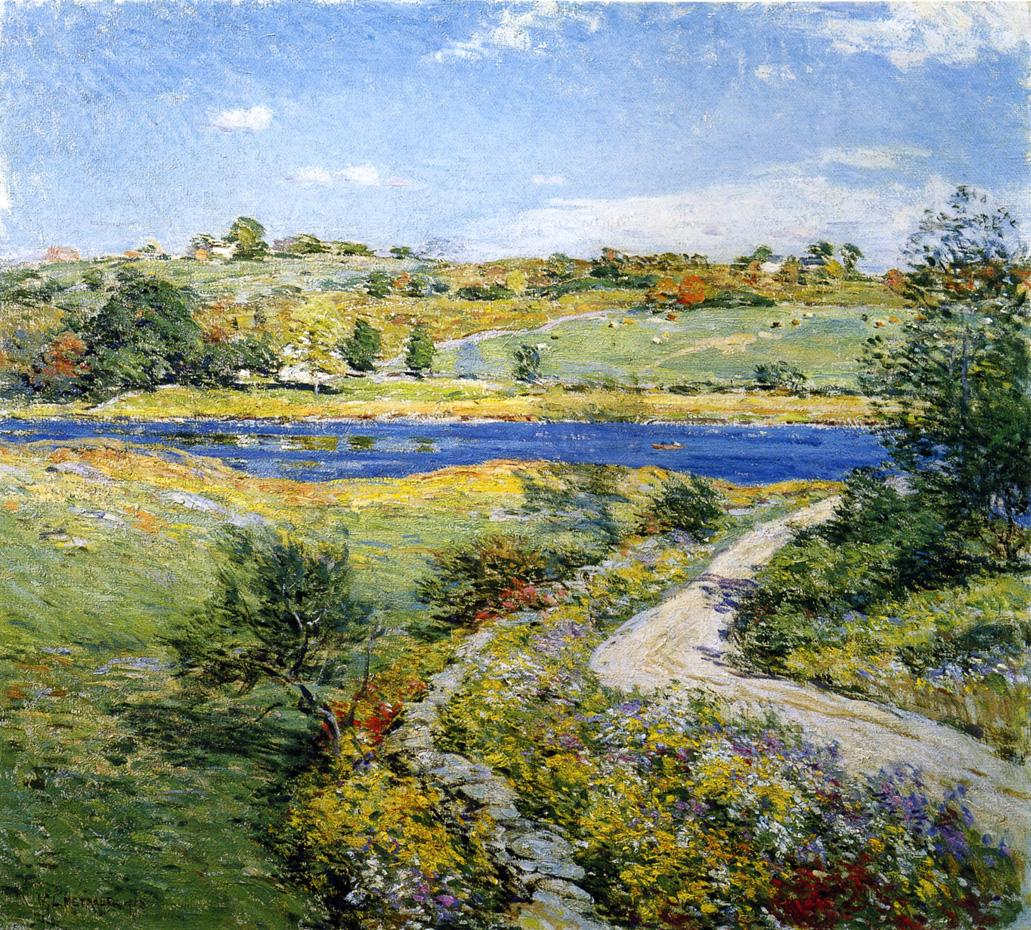
Chemin d'automne
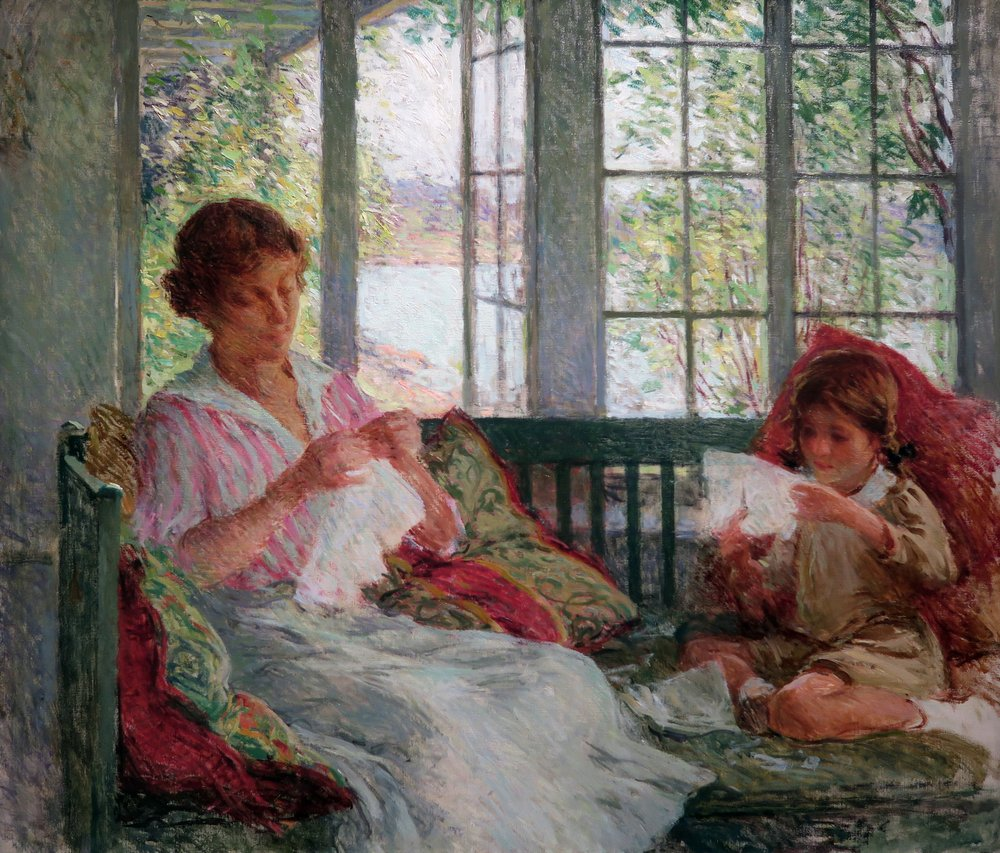
My Wife and Daughter (1917-1918)
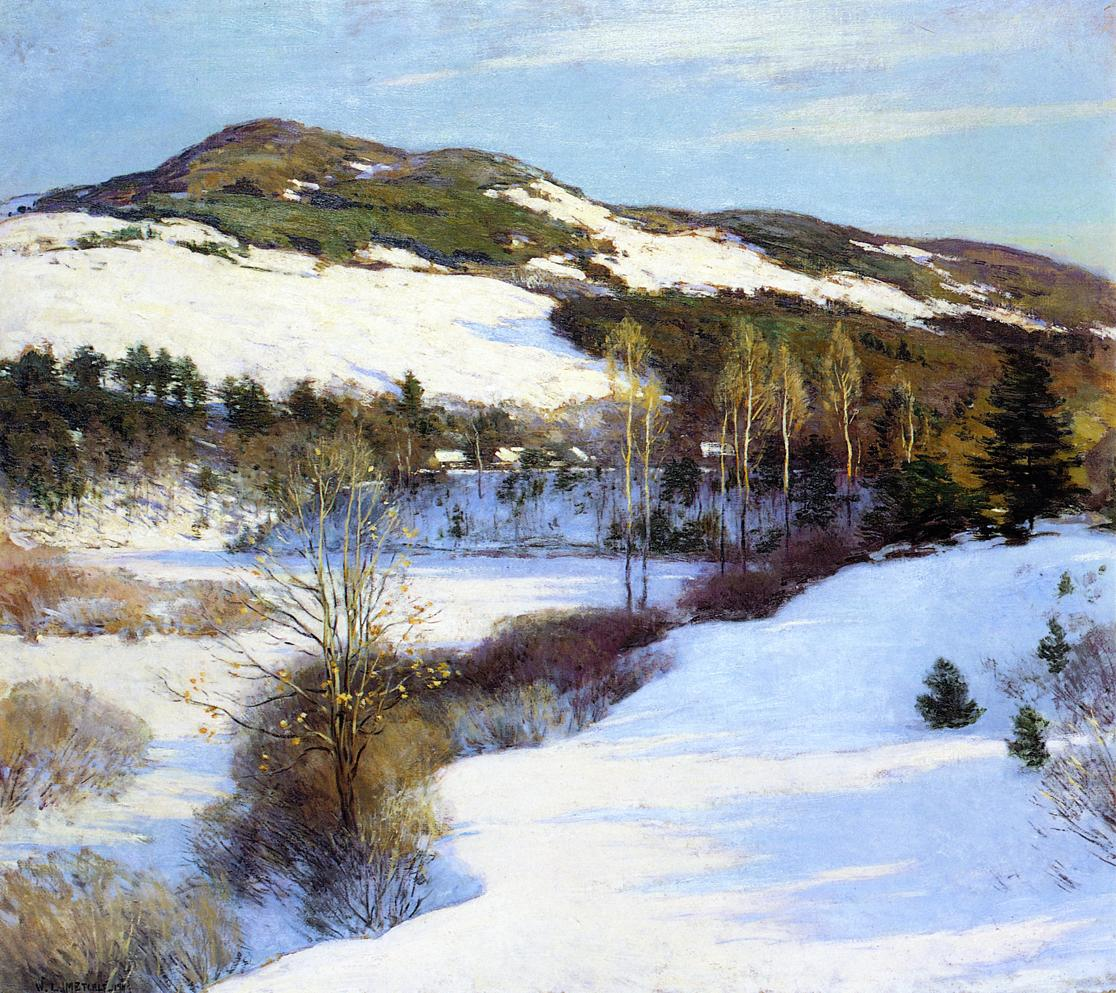
cornish hills